# 矢野直明
矢野 直明（やの なおあき、1942年7月29日 - ）は日本のジャーナリスト、編集者。「サイバーリテラシー」を提唱。サイバーリテラシー研究所 代表。

## 略歴
1942年、東京都渋谷区で生まれ、まもなく戦災のため三重県松阪市へ。高校まで松阪で育つ。東京大学文学部社会学科卒。1966年に朝日新聞社入社。盛岡支局を振り出しに佐世保支局、福岡総局、西部本社社会部、同整理部を経て、1979年に出版局『アサヒグラフ』編集部員。1988年、『ASAHIパソコン』を創刊して初代編集長に。『月刊Asahi』編集長のあと、1995年から出版局デジタル出版部長兼『DOORS』編集長。
2002年に朝日新聞社を退職すると同時にサイバーリテラシー研究所を開設。1997年より慶應義塾大学メディア・コミュニケーション研究所、明治大学法学部、情報セキュリティ大学院大学、サイバー大学IT総合学部などで教鞭をとる。
2000年に「サイバーリテラシー」を提唱。サイバーリテラシー研究所の活動や著作を通じて啓蒙活動を行っている。
現在は神奈川県鎌倉市在住。

## 著作

### 著書
- 『パソコンと私』福武書店、1991年2月。
- 『マス・メディアの時代はどのように終わるか』洋泉社、1998年12月。
- 『インターネット術語集』岩波書店、2000年4月20日。
- 『サイバーリテラシー　IT社会と「個」の挑戦』日本評論社、2001年3月。
- 『情報編集の技術』岩波書店、2002年5月7日。
- 『インターネット術語集II』岩波書店、2002年11月20日。
- 『女性がひらくネット新時代』岩波書店、2004年6月30日。
- 『サイバー生活手帖　ネットの知恵と情報倫理』日本評論社、2005年4月。
- 『サイバーリテラシー概論』知泉書館、2007年12月。
- 『総メディア社会とジャーナリズム』知泉書館、2009年5月。
- 『情報文化論ノート』知泉書館、2010年6月。
- 『IT社会事件簿』ディスカヴァー・トゥエンティワン、 2013年8月28日。
- 『IT社会事件簿　携書版』ディスカヴァー・トゥエンティワン、 2015年2月26日

### 共著
- 矢野 直明、サイバーリテラシー研究所『子どもと親と教師のためのサイバーリテラシー』合同出版、2007年1月。
- 矢野 直明、林 紘一郎『倫理と法 情報社会のリテラシー』産業図書、2008年4月。

### 連載
- 2015年8月24日～2015年10月6日、『サイバーのぞきメガネ』（全２回）、プレジデント・オンライン[2]
- 2014年6月9日～2015年7月23日、『サイバーリテラシー・プリンシプル』（全２８回+番外編１）、プレジデント・オンライン[3]
- 2011年9月8日、『IT社会の将来を「幻視」する』、サイバー大学教員コラム
- 2010年7月25日～2011年11月25日、『システムの肥大と人間の想像力』(9回連載)　、情報システム学会メルマガ
- 2006年2月7日、　『IT技術は日本人にとって「パンドラの箱」？』、讀賣新聞夕刊文化欄
- 2006年1月～、『現代社会に潜むデジタルの「影」を追う～市民のための「サイバーリテラシー」』（連載中）、月刊 広報[4]
- 2002年1月～2005年5月、『＜新・情報人の生き方読本＞コム人対談』（全２３回） 、COMZINE by NTTコムウェア[5]
- 1999年、『「表現の自由」の現代的危機について―インターネット規制と「サイバーリテラシー」』、朝日総研リポート
- 1993年7月20日、『これが新聞記者だ　反骨のジャーナリスト田中哲也、月刊公論